# 메리웨더 루이스

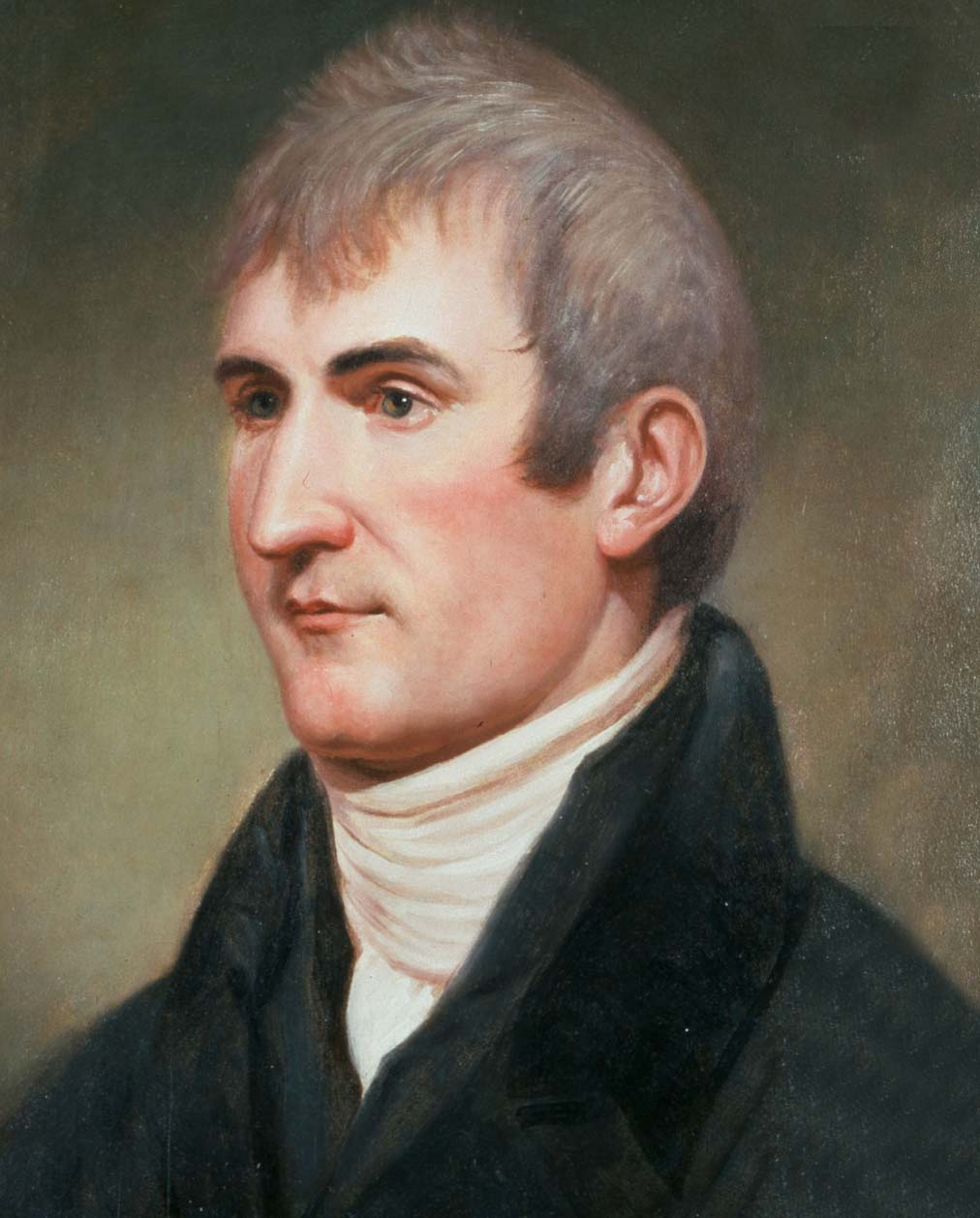
메리웨더 루이스

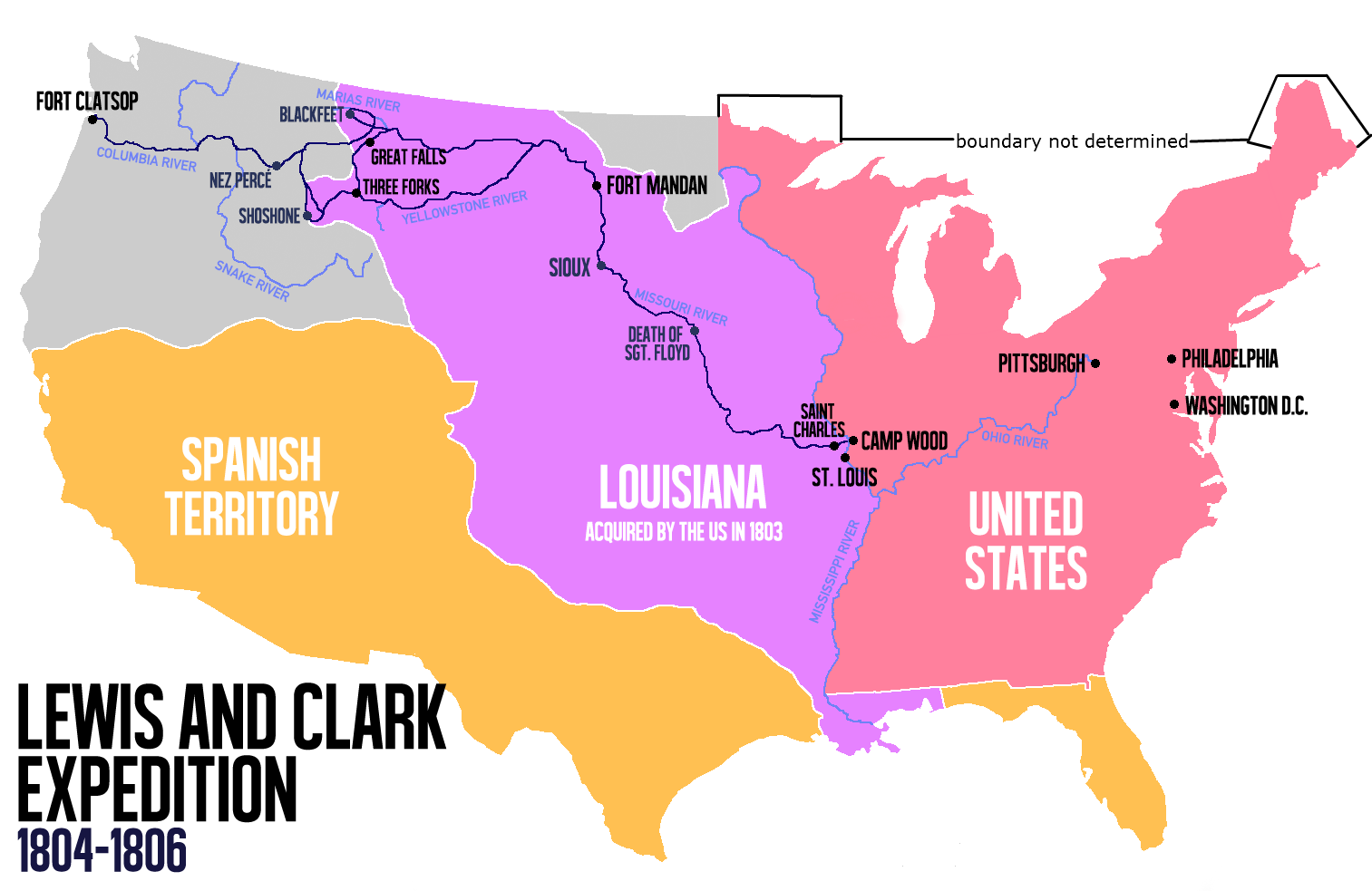
원정 코스

메리웨더 루이스(Meriwether Lewis, 1774년 8월 18일 ~ 1809년 10월 11일)는 미국의 탐험가로 루이스 클라크 탐험을 진행한 후 대통령 토머스 제퍼슨의 명령으로 1806년부터 죽을 때까지 2대 미주리주 주지사를 지냈다. 버지니아 주 앨버말군 아이비 출신이다.

## 역대 선거 결과
| 선거명      | 직책명        | 대수 | 정당       | 득표율  | 득표수 | 결과 | 당락               |
| ----------- | ------------- | ---- | ---------- | ------- | ------ | ---- | ------------------ |
| 1807년 선거 | 미주리 주지사 | 2대  | 민주공화당 | 100.00% | 1표    | 1위  | 미주리 주지사 당선 |